# Yulia Sachuk
Yulia Mikolaivna Sachuk (Lutsk, 25 de abril de 1982), en ucraniano: Юлія Миколаївна Сачук, es una activista ucraniana por los derechos de las personas discapacitadas. Es cofundadora y presidenta de Fight For Right, una organización de personas con discapacidad. Sachuk fue honrada como una de las 100 mujeres de la BBC en 2022.

## Trayectoria
Sachuk nació y creció en Lutsk, Ucrania. Comenzó el activismo por los derechos humanos cuando era niña, cuando tuvo que defender el derecho a estudiar en una escuela de educación general y no en un internado para personas con discapacidad visual. Sachuk estudió relaciones internacionales en la Universidad Nacional de Volyn. También realizó el programa "Tolerancia a la diversidad: comprensión e implementación para políticos" en Estados Unidos.
Entre 2007 y 2011, Sachuk trabajó como asistente en la organización de derechos humanos Amnistía Internacional en Ucrania. En 2016, Sachuk se convirtió en coordinadora del proyecto Lucha por el Derecho. Un año después, Fight For Right se transformó de un pequeño proyecto a una organización pública. En 2020, fue nominada como candidata de Ucrania al Comité de las Naciones Unidas sobre los Derechos de las Personas con Discapacidad. En 2022, durante la invasión rusa de Ucrania, el programa Líderes de Europa de la Fundación Obama apoyó a Sachuk y a toda la organización Fight For Right. El expresidente estadounidense Barack Obama reconoció personalmente el trabajo de Sachuk y su organización para salvar a personas con discapacidad durante la invasión rusa de Ucrania.
Sachuk es cofundadora del proyecto Accessible Cinema, cuyo objetivo es garantizar la disponibilidad de contenidos de vídeo (películas, series, dibujos animados) para personas ciegas y sordas.

## Reconocimientos
En 2022, Sachuk fue reconocida como una de las 100 mujeres de la BBC.